# Riad Šuta
Riad Šuta (n. 29 iunie 2002) este un fotbalist profesionist bosniac care joacă pe postul de fundaș la clubul Botoșani din SuperLiga României. 